# Poritia milia
Poritia milia är en fjärilsart som beskrevs av Hans Fruhstorfer 1917. Poritia milia ingår i släktet Poritia och familjen juvelvingar. Inga underarter finns listade i Catalogue of Life.